# Levi T. Griffin

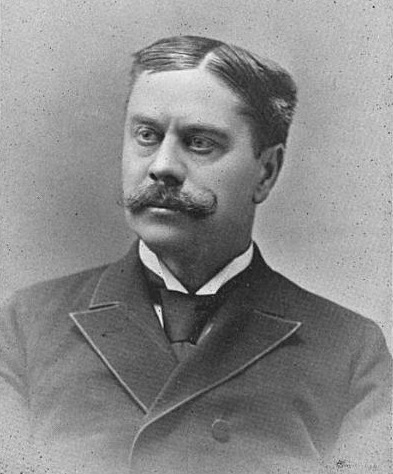
Levi T. Griffin

Levi Thomas Griffin (* 23. Mai 1837 in Clinton, New York; † 17. März 1906 in Detroit, Michigan) war ein US-amerikanischer Politiker. Zwischen 1893 und 1895 vertrat er den Bundesstaat Michigan im US-Repräsentantenhaus.

## Werdegang
Im Jahr 1848 zog Levi Griffin mit seinen Eltern nach Rochester in Michigan. Bis 1857 studierte er an der University of Michigan in Ann Arbor. Nach einem anschließenden Jurastudium und seiner im Jahr 1858 erfolgten Zulassung als Rechtsanwalt begann er in Detroit in seinem neuen Beruf zu arbeiten. Seit 1862 nahm er als Offizier des Unionsheeres am Bürgerkrieg teil. Bis 1865 erreichte er den Rang eines Brevet-Majors. Nach dem Krieg arbeitete Griffin in einer Anwaltskanzlei.  Zwischen 1886 und 1897 war er Juradozent an der University of Michigan. Im Jahr 1887 bewarb er sich erfolglos um die Stelle eines Richters am Obersten Gerichtshof von Michigan.
Politisch war Griffin Mitglied der Demokratischen Partei. Nach dem Tod des Kongressabgeordneten John Logan Chipman wurde er bei der fälligen Nachwahl für den ersten Sitz Abgeordnetenmandat von Michigan als dessen Nachfolger in das US-Repräsentantenhaus in Washington, D.C. gewählt, wo er am 4. Dezember 1893 sein neues Mandat antrat. Da er bei den regulären Kongresswahlen des Jahres 1894 dem Republikaner John Blaisdell Corliss unterlag, konnte er bis zum 3. März 1895 nur die angebrochene Legislaturperiode seines Vorgängers im Kongress beenden.
Nach seinem Ausscheiden aus dem US-Repräsentantenhaus praktizierte Griffin wieder als Anwalt. In den Jahren 1896 und 1897 arbeitete er als Pensionsagent in der Rentenverwaltung.